# Seyed Javad Miri
Seyed Javad Miri Meynagh, född 1971, är en svensk-iransk sociolog.

## Verk i urval
- Islamism and Post-Islamism: Reflections upon Allama Jafari’s Political Thought, University Press of America, 2014
- Reimagining Malcolm X: Street Thinker versus Academic Thinker, University Press of America, 2015
- East and West: Allama Jafari on Bertrand Russell, University Press of America, 2013
- Orientalism: A Eurocentric Vision of the ‘Other’, International Peace Studies Center Press, 2013
- Reclaiming the Sane Society: Essays on Erich Fromm’s Thought, edited by Seyed Javad Miri, Robert Lake and Tricia M. Kress, Sense Publishers, 2014
- Ali Shariati and the Future of Social Theory: Religion, Revolution, and the Role of the Intellectual, edited by Dustin J. Byrd and Seyed Javad Miri, Brill, 2017
- Frantz Fanon and Social Theory: A View from the Wretched, edited by Dustin J. Byrd and Seyed Javad Miri, Brill, forthcoming